# Liste der Baudenkmale in Rüdershausen
In der Liste der Baudenkmale in Rüdershausen sind alle Baudenkmale der niedersächsischen Gemeinde Rüdershausen im Landkreis Göttingen aufgelistet. Der Stand der Liste ist das Jahr 1997.

## Allgemein
Rüdershausen wurde das erste Mal im 13. Jahrhundert erwähnt.
In den Spalten befinden sich folgende Informationen:
- Lage: die Adresse des Baudenkmales und die geographischen Koordinaten. Kartenansicht, um Koordinaten zu setzen. In der Kartenansicht sind Baudenkmale ohne Koordinaten mit einem roten Marker dargestellt und können in der Karte gesetzt werden. Baudenkmale ohne Bild sind mit einem blauen Marker gekennzeichnet, Baudenkmale mit Bild mit einem grünen Marker.
- Bezeichnung: Bezeichnung des Baudenkmales
- Beschreibung: die Beschreibung des Baudenkmales. Unter § 3 Abs. 2 NDSchG werden Einzeldenkmale und unter § 3 Abs. 3 NDSchG Gruppen baulicher Anlagen und deren Bestandteile ausgewiesen.
- ID: die Objekt-ID des Baudenkmales
- Bild: ein Bild des Baudenkmales, ggf. zusätzlich mit einem Link zu weiteren Fotos des Baudenkmals im Medienarchiv Wikimedia Commons. Wenn man auf das Kamerasymbol klickt, können Fotos zu Baudenkmalen aus dieser Liste hochgeladen werden:

## Rüdershausen
| Lage                                                            | Bezeichnung             | Beschreibung | ID       | Bild           |
| --------------------------------------------------------------- | ----------------------- | --- | -------- | -------------- |
| Dorfstraße 5 51° 34′ 53″ N, 10° 16′ 11″ O                       | Katharinenstift         | | 35281790 | BW             |
| Georg-Schreiber-Straße 5 51° 34′ 50″ N, 10° 16′ 18″ O           | Revierförsterei         | Das Haus wurde als Revierförsterei im Jahre 1815 erbaut. | 35281834 |                |
| Georg-Schreiber-Straße 8 51° 34′ 52″ N, 10° 16′ 18″ O           | Pfarrhaus               | Das Pfarrhaus wurde Ende des 19. Jahrhunderts erbaut. Es ist ein Rohziegelhaus mit einem Krüppelwalmdach. Einzeldenkmal der Baudenkmal-Gruppe Georg Schreiber Straße 8 (ID 35231793)                                                          | 35281855 | BW             |
| Georg-Schreiber-Straße, Kirchweg 7 51° 34′ 52″ N, 10° 16′ 20″ O | Kirche St. Andreas      | Die Kirche wurde von 1867 bis 1869 erbaut. Es ist eine neugotische Kirche mit einem Westturm und einem Chor. Der Architekt war Wilhelm Tochtermann aus Hildesheim. Einzeldenkmal der Baudenkmal-Gruppe Georg Schreiber Straße 8 (ID 35231793) | 35281811 | Weitere Bilder |
| Helbergstraße 51° 34′ 52″ N, 10° 16′ 1″ O                       | Bildstock               | Der Bildstock ist etwa 3,40 Meter hoch und aus Sandstein gefertigt. Im Jahre 1988 wurde er erneuert. In der Laterne des Bildstocks befinden sich Reliefs einer Kreuzigung, der Maria Immaculata, des Hl. Andreas und des Hl. Joseph.          |          | BW             |
| Kirchweg 1 Ende Mühlenstraße 51° 34′ 54″ N, 10° 16′ 24″ O       | Tabaktrocknungsschuppen | | 35281923 | BW             |
| Klusweg 51° 34′ 35″ N, 10° 15′ 58″ O                            | Wegekapelle             | | 35281947 | BW             |
| Rhumestraße 51° 34′ 53″ N, 10° 16′ 15″ O                        | Bildstock               | Der Bildstock ist 1731 errichtet worden und etwa 2,40 Meter hoch. Er ist aus Sandstein und stark verwittert. | 35281991 | BW             |
| Rhumestraße 5 51° 34′ 56″ N, 10° 16′ 15″ O                      | Wohnhaus                | Ebenfalls geschützt ist der Staketzaun (ID 35282074) entlang der Rhumestraße. | 35282011 | BW             |
| Rhumestraße 11 51° 34′ 57″ N, 10° 16′ 15″ O                     | Doppelwohnhaus          | Bildet mit Nr. 13 ein Doppelhaus. | 35282032 | BW             |
| Rhumestraße 13 51° 34′ 57″ N, 10° 16′ 15″ O                     | Doppelwohnhaus          | Bildet mit Nr. 11 ein Doppelhaus. | 35282053 | BW             |